# Leichtathletik-Europameisterschaften 1946

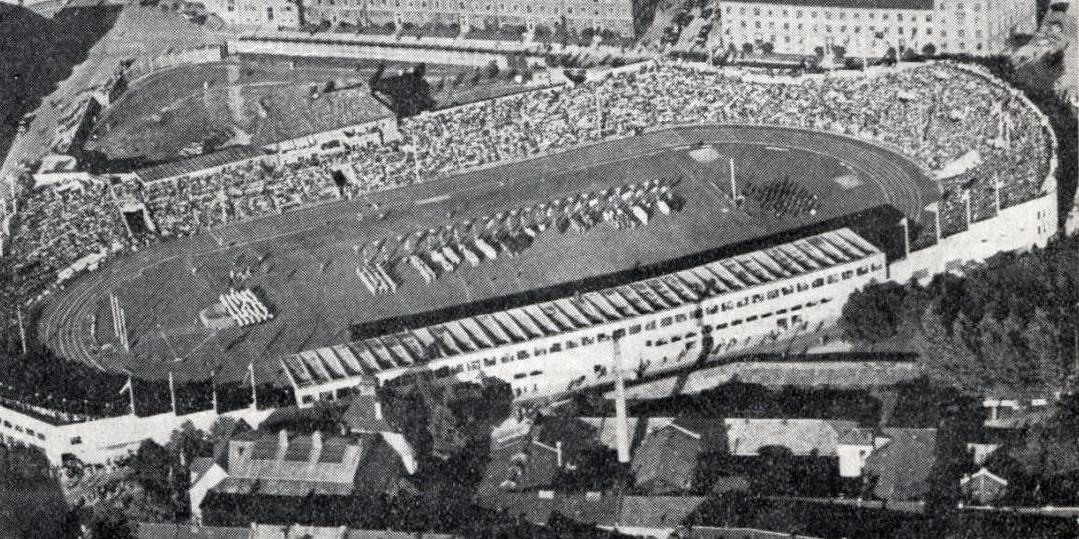
Blick auf das Osloer Bislett-Stadion

| 3. Leichtathletik-Europameisterschaften | 3. Leichtathletik-Europameisterschaften |
| --------------------------------------- | --------------------------------------- |
|                                         |                                         |
| Stadt                                   | Oslo                                    |
| Stadion                                 | Bislett-Stadion                         |
| Wettbewerbe                             | 33                                      |
| Eröffnung                               | 23. August 1946                         |
| Schlussfeier                            | 25. August 1946                         |
| Chronik                                 |                                         |
| ← Paris/Wien 1938                       | Brüssel 1950 →                          |

| Medaillenspiegel (Endstand nach 33 Entscheidungen) | Medaillenspiegel (Endstand nach 33 Entscheidungen) | Medaillenspiegel (Endstand nach 33 Entscheidungen) | Medaillenspiegel (Endstand nach 33 Entscheidungen) | Medaillenspiegel (Endstand nach 33 Entscheidungen) | Medaillenspiegel (Endstand nach 33 Entscheidungen) |
| Platz                                              | Land                                               | Gold                                               | Silber                                             | Bronze                                             | Gesamt                                             |
| -------------------------------------------------- | -------------------------------------------------- | -------------------------------------------------- | -------------------------------------------------- | -------------------------------------------------- | -------------------------------------------------- |
| 1                                                  | Schweden                                           | 11                                                 | 5                                                  | 6                                                  | 22                                                 |
| 2                                                  | UdSSR                                              | 6                                                  | 7                                                  | 4                                                  | 17                                                 |
| 3                                                  | Finnland                                           | 4                                                  | 3                                                  | 5                                                  | 12                                                 |
| 4                                                  | Frankreich                                         | 3                                                  | 4                                                  | 4                                                  | 11                                                 |
| 5                                                  | Niederlande                                        | 3                                                  | 2                                                  | 1                                                  | 6                                                  |
| 6                                                  | Großbritannien                                     | 2                                                  | 5                                                  | 3                                                  | 10                                                 |
| 7                                                  | Norwegen                                           | 1                                                  | 2                                                  | –                                                  | 3                                                  |
| 8                                                  | Dänemark                                           | 1                                                  | 1                                                  | 2                                                  | 4                                                  |
| 8                                                  | Italien                                            | 1                                                  | 1                                                  | 2                                                  | 4                                                  |
| 10                                                 | Island                                             | 1                                                  | –                                                  | –                                                  | 1                                                  |
| Vollständiger Medaillenspiegel                     |                                                    |                                                    |                                                    |                                                    |                                                    |

Die 3. Leichtathletik-Europameisterschaften fanden vom 23. bis zum 25. August 1946 in Oslo statt. Mit Ausnahme des Marathonlaufs und des 50-km-Gehens wurden die Wettkämpfe im Bislett-Stadion ausgetragen.
Zum ersten Mal fanden diese Meisterschaften als gemeinsame Veranstaltung für Frauen und Männer statt. 1934 in Turin waren die Frauen nicht dabei, 1938 in Wien hatten sie eigene Europameisterschaften ausgetragen, nachdem die Männer zwei Wochen vorher in Paris an den Start gegangen waren.

## Teilnehmer
Obwohl die Sowjetunion nicht Mitglied des veranstaltenden Weltleichtathletikverbands IAAF war und auch noch nicht zu den Olympischen Spielen zugelassen war, setzte sich der Präsident des Verbandes und amtierende IOC-Präsident Sigfrid Edström für diese erste Teilnahme der UdSSR an internationalen Sportmeisterschaften sehr ein. So durften die sowjetischen Sportler bei den Europameisterschaften 1946 an den Start gehen.
Eine deutsche Mannschaft war nach dem Zweiten Weltkrieg von der Teilnahme bis einschließlich 1950 noch ausgeschlossen. Auch Österreich nahm nicht teil.

## Wettbewerbe
Im Wettkampfkatalog gab es bei den Männern eine Ergänzung. Mit dem 10.000-Meter-Gehen kam eine zweite Disziplin aus dem Gehsport hinzu. Bei den Frauen wurde das Veranstaltungsprogramm nicht geändert. Weiterhin standen für die Athletinnen neun Wettbewerbe auf dem Programm (Lauf: 100 Meter, 200 Meter, 80 Meter Hürden, 4-mal-100-Meter-Staffel – Sprung: Hochsprung, Weitsprung – Stoß/Wurf. Kugelstoßen, Diskuswurf, Speerwurf). Das Angebot für Frauen sollte sich von den Europameisterschaften 1950 sukzessive ausweiten, bis es schließlich dem Männerangebot weitgehend entsprach.

## Sportliche Leistungen
Angesichts des erst ein gutes Jahr zurückliegenden Zweiten Weltkriegs war es erstaunlich, dass eine solch große Veranstaltung zustande kam. Das Leistungsniveau unterlag in der Folge gewissen Einschränkungen. In vielen Ländern war es kaum möglich gewesen, ein sportliches Training zu absolvieren, die Grundlagen für gute sportliche Leistungen mussten sich die Athleten erst wieder erarbeiten. Dennoch waren eine ganze Reihe von neuen oder egalisierten Rekorden beziehungsweise Bestleistungen zu verzeichnen:
- sechzehn Meisterschaftsrekorde in elf Disziplinen
- siebzehn Landesrekorde in elf Disziplinen sowie drei nationale Bestleistungen in einer Disziplin

Erfolgreichste Nation war das vom Kriegsgeschehen des Zweiten Weltkriegs vergleichsweise nicht ganz so stark betroffene Schweden mit elf EM-Titeln. Die Sowjetunion belegte bei ihrer ersten Teilnahme mit sechs Goldmedaillen auf Anhieb den zweiten Platz in dieser Wertung. Dahinter folgte Finnland mit vier vor Frankreich und den Niederlanden mit je drei siegreichen Sportlern, wobei Frankreich erheblich mehr Silber- und Bronzemedaillen auf dem Konto hatte als die Niederlande.
- Es gab drei Athletinnen, die mehr als eine Goldmedaille bei diesen Meisterschaften erringen konnten:
  - Jewgenija Setschenowa (Sowjetunion) – 100 Meter, 200 Meter
  - Fanny Blankers-Koen (Niederlande) – 80 Meter Hürden, 4-mal-100-Meter-Staffel
  - Gerda Koudijs (Niederlande) – Weitsprung, 4-mal-100-Meter-Staffel
- Trotz des kriegsbedingten Ausfalls der für 1942 vorgesehenen Europameisterschaften gab es einen Titelträger von 1946, der bereits vorher eine EM-Goldmedaille gewonnen hatte:
  - Sydney Wooderson (Großbritannien) – 5000 Meter, Europameister 1938 über 1500 Meter

## Ergebnisse Männer

### 100 m
| Platz | Athlet                | Land | Zeit (s) |
| ----- | --------------------- | ---- | -------- |
| 1     | Jack Archer           | GBR  | 10,6     |
| 2     | Haakon Tranberg       | NOR  | 10,7     |
| 3     | Carlo Monti           | ITA  | 10,8     |
| 4     | Étienne Bally         | FRA  | 10,8     |
| 5     | Stig Håkansson        | SWE  | 10,9     |
| 6     | Finnbjörn Þorvaldsson | ISL  | 10,9     |

Finale: 23. August

### 200 m
| Platz | Athlet            | Land | Zeit (s) |
| ----- | ----------------- | ---- | -------- |
| 1     | Nikolai Karakulow | URS  | 21,6     |
| 2     | Haakon Tranberg   | NOR  | 21,7     |
| 3     | Jiří David        | TCH  | 21,8     |
| 4     | Stig Danielsson   | SWE  | 21,9     |
| 5     | Julien Lebas      | FRA  | 22,0     |
| 6     | Jack Archer       | GBR  | 22,0     |

Finale: 24. August

### 400 m
| Platz | Athlet               | Land | Zeit (s) |
| ----- | -------------------- | ---- | -------- |
| 1     | Niels Holst-Sørensen | DEN  | 47,9     |
| 2     | Jacques Lunis        | FRA  | 48,3     |
| 3     | Derek Pugh           | GBR  | 48,9     |
| 4     | Sven-Erik Nolinge    | SWE  | 48,9     |
| 5     | Bill Roberts         | GBR  | 49,5     |
| DNS   | Herman Kunnen        | BEL  |          |

Finale: 23. August

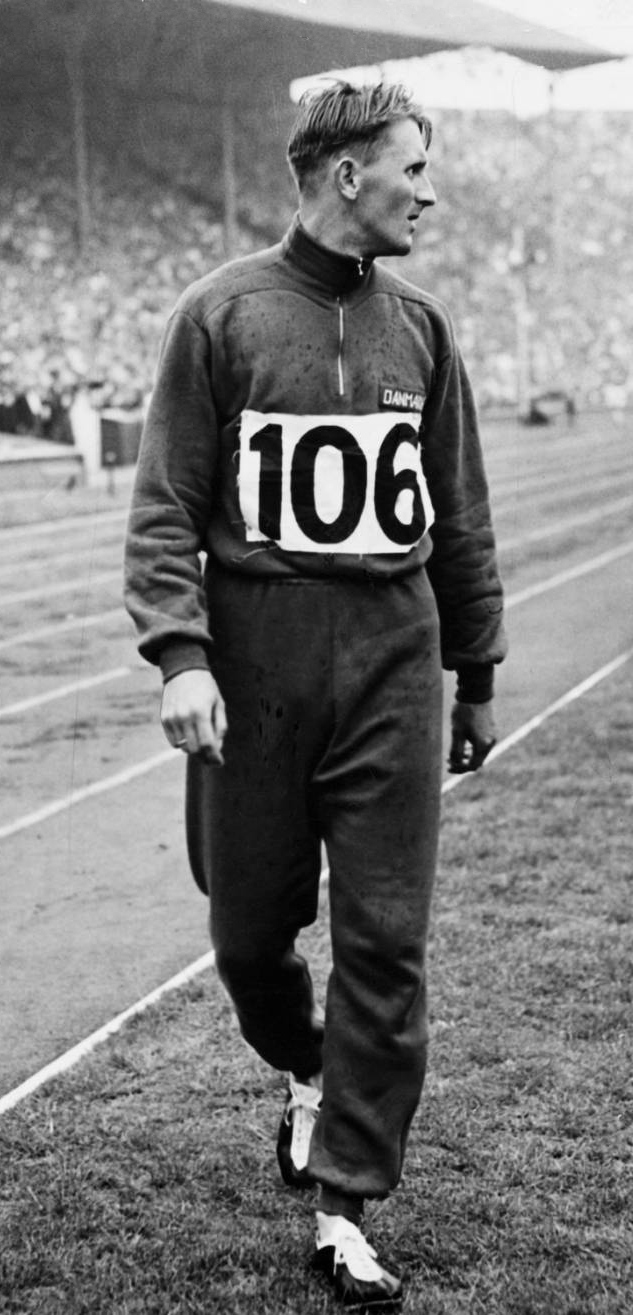
Niels Holst-Sørensen

Niels Holst-Sørensen (Foto rechts) – dänischer Sieger im 400-Meter-Lauf

### 800 m

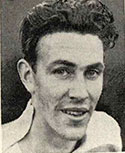
Europameister Rune Gustafsson

| Platz | Athlet                 | Land | Zeit (min) |
| ----- | ---------------------- | ---- | ---------- |
| 1     | Rune Gustafsson        | SWE  | 1:51,0     |
| 2     | Niels Holst-Sørensen   | DEN  | 1:51,1     |
| 3     | Marcel Hansenne        | FRA  | 1:51,2     |
| 4     | Olle Ljunggren         | SWE  | 1:51,4     |
| 5     | Thomas White           | GBR  | 1:51,5     |
| 6     | Robert Chef d’hôtel    | FRA  | 1:53,0     |
| 7     | Jørgen Heller Andersen | DEN  | 1:53,7     |
| 8     | Richard Brancart       | BEL  | 2:02,2     |

Finale: 24. August

### 1500 m
| Platz | Athlet         | Land | Zeit (min) |
| ----- | -------------- | ---- | ---------- |
| 1     | Lennart Strand | SWE  | 3:48,0 CR  |
| 2     | Henry Eriksson | SWE  | 3:48,8000  |
| 3     | Erik Jørgensen | DEN  | 3:52,8000  |
| 4     | Václav Čevona  | TCH  | 3:53,0000  |
| 5     | Sándor Garay   | HUN  | 3:53,0000  |
| 6     | Douglas Wilson | GBR  | 3:53,2000  |
| 7     | Paul Messner   | FRA  | 3:56,6000  |
| 8     | Luboš Vomáčka  | TCH  | 4:07,2000  |

Finale: 25. August

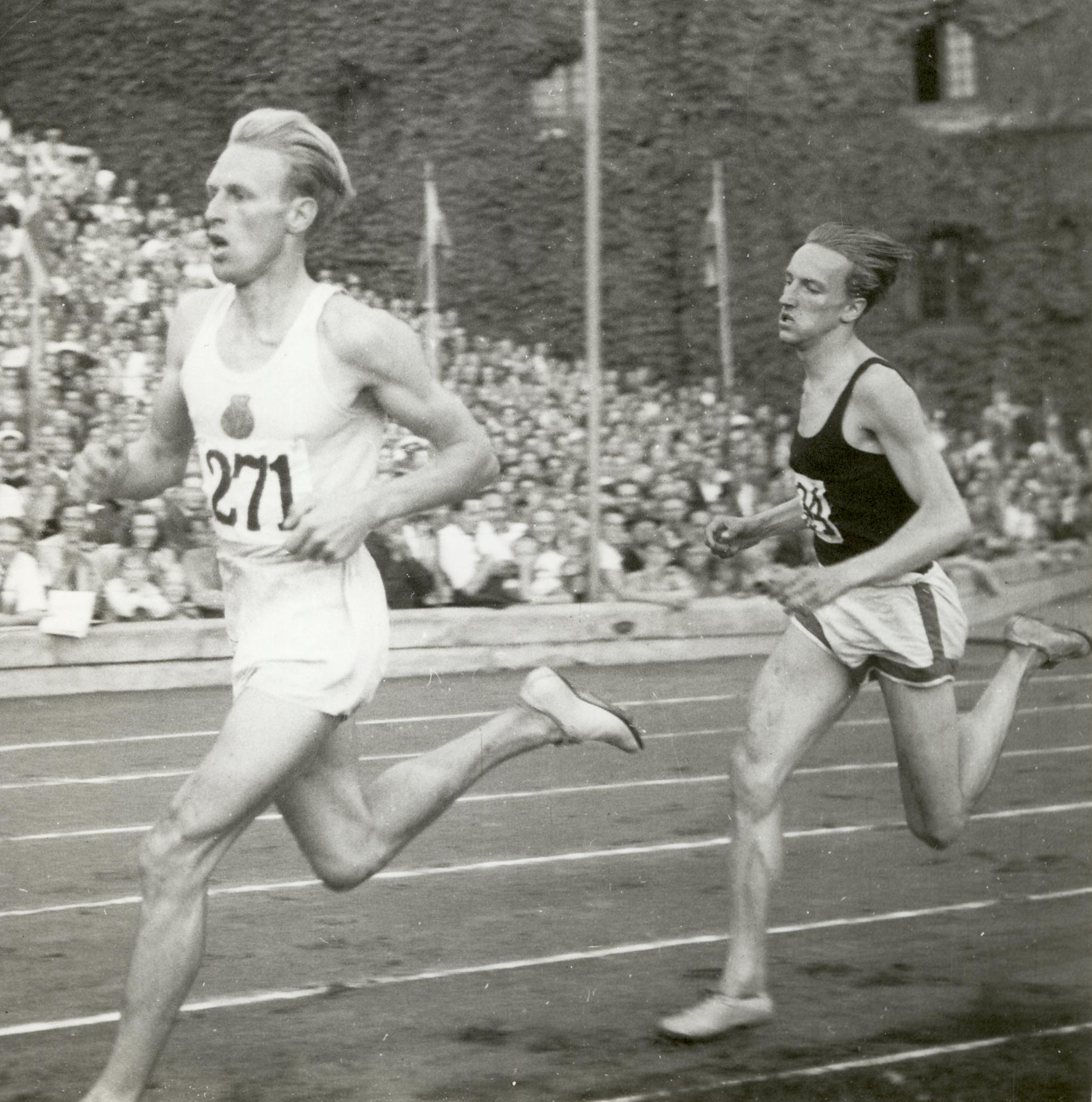

Die beiden erstplatzierten 1500-Meter-Läufer Lennart Strand und Henry Eriksson (auf dem Foto rechts liegt Eriksson vor Strand)

### 5000 m
| Platz | Athlet           | Land | Zeit (min)    |
| ----- | ---------------- | ---- | ------------- |
| 1     | Sydney Wooderson | GBR  | 14:08,6 CR/NR |
| 2     | Willem Slijkhuis | NED  | 14:14,0 NR000 |
| 3     | Evert Nyberg     | SWE  | 14:23,2000000 |
| 4     | Viljo Heino      | FIN  | 14:24,4000000 |
| 5     | Emil Zátopek     | TCH  | 14:25,8 NR000 |
| 6     | Gaston Reiff     | BEL  | 14:45,8000000 |
| 7     | Rikard Greenfort | DEN  | 14:46,0000000 |
| 8     | Raphaël Pujazon  | FRA  | 14:46,8000000 |

Datum: 23. August

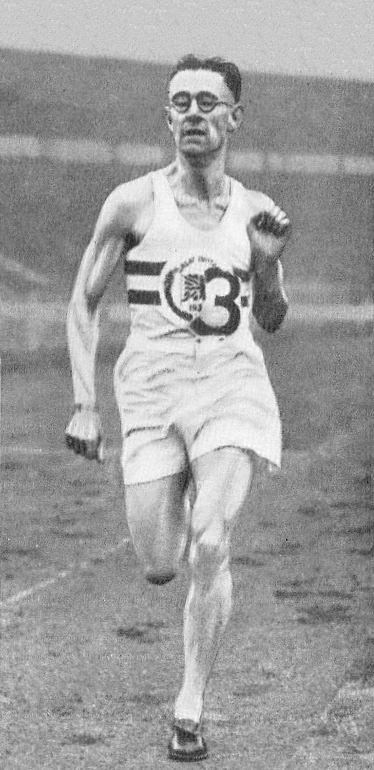

Sydney Wooderson war der einzige Europameister von 1946, der bereits vorher einen EM-Titel errungen hatte.

### 10.000 m
| Platz | Athlet              | Land | Zeit (min) |
| ----- | ------------------- | ---- | ---------- |
| 1     | Viljo Heino         | FIN  | 29:52,0 CR |
| 2     | Helge Perälä        | FIN  | 30:31,4000 |
| 3     | András Csaplár      | HUN  | 30:35,2000 |
| 4     | Sven Rapp           | SWE  | 30:49,2000 |
| 5     | Feodossi Wanin      | URS  | 30:56,2000 |
| 6     | Charles Heirendt    | LUX  | 31:08,2000 |
| 7     | Thorvald Wilhelmsen | NOR  | 31:20,8000 |
| 8     | Martin Stokken      | NOR  | 32:56,0000 |

Datum: 22. August

### Marathon
| Platz | Athlet            | Land | Zeit (h) |
| ----- | ----------------- | ---- | -------- |
| 1     | Mikko Hietanen    | FIN  | 2:24:55  |
| 2     | Väinö Muinonen    | FIN  | 2:26:08  |
| 3     | Jakow Punko       | URS  | 2:26:21  |
| 4     | Pierre Cousin     | FRA  | 2:27:05  |
| 5     | Gösta Leandersson | SWE  | 2:28:30  |
| 6     | Erik Jonsson      | SWE  | 2:30:08  |
| 7     | Squire Yarrow     | GBR  | 2:30:40  |
| 8     | Henning Larsen    | DEN  | 2:32:50  |

Datum: 22. August

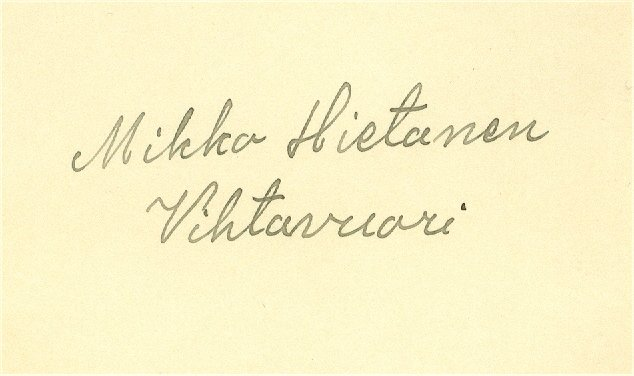
Signatur des finnischen Marathonsiegers Mikko Hietanen

Die Strecke entsprach mit 40,1 km nicht der vorgeschriebenen Distanz von 42,195 km, sodass Bestleistungen nicht anerkannt werden konnten.

### 110 m Hürden

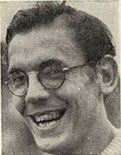
Europameister Håkan Lidman

| Platz | Athlet        | Land | Zeit (s) |
| ----- | ------------- | ---- | -------- |
| 1     | Håkan Lidman  | SWE  | 14,6     |
| 2     | Pol Braekman  | BEL  | 14,9     |
| 3     | Väinö Suvivuo | FIN  | 15,0     |
| 4     | Gösta Risberg | SWE  | 15,2     |
| 5     | Edvin Larsen  | DEN  | 15,3     |
| 6     | Henri Maignan | FRA  | 15,5     |

Finale: 25. August

### 400 m Hürden
| Platz | Athlet            | Land | Zeit (s)   |
| ----- | ----------------- | ---- | ---------- |
| 1     | Bertel Storskrubb | FIN  | 52,2 CR/NR |
| 2     | Sixten Larsson    | SWE  | 52,4 NR000 |
| 3     | Rune Larsson      | SWE  | 52,5000000 |
| 4     | Yves Cros         | FRA  | 52,6 NR000 |
| 5     | Werner Christen   | SUI  | 55,4000000 |
| 6     | Ronald Ede        | GBR  | 56,5000000 |

Finale: 24. August

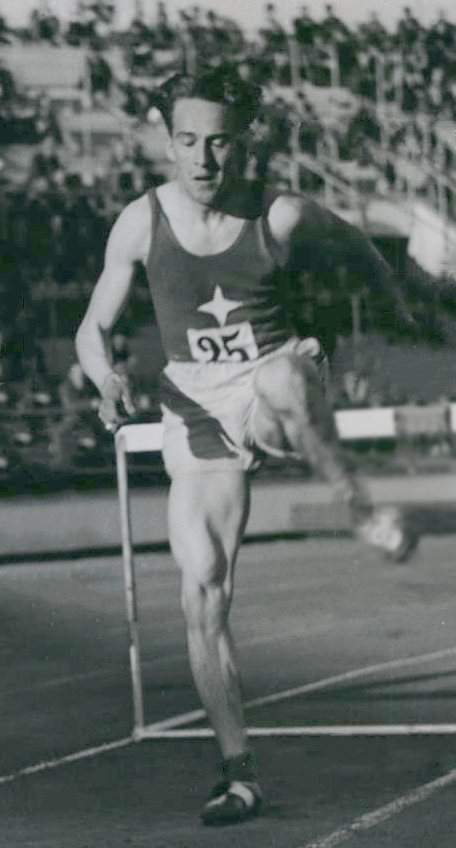

Bertel Storskrubb (auf dem Foto rechts bei einem Rennen im Jahr 1939) – in manchen Publikationen als Bertil Storskrubb gelistet.

### 3000 m Hindernis
| Platz | Athlet              | Land | Zeit (min)   |
| ----- | ------------------- | ---- | ------------ |
| 1     | Raphaël Pujazon     | FRA  | 9:01,4 CR/NR |
| 2     | Erik Elmsäter       | SWE  | 9:11,0000000 |
| 3     | Tore Sjöstrand      | SWE  | 9:14,0000000 |
| 4     | Alf Olesen          | DEN  | 9:18,8 NR000 |
| 5     | Jean Gallet         | FRA  | 9:19,6000000 |
| 6     | Pentti Siltaloppi   | FIN  | 9:21,0000000 |
| 7     | Jindřich Roudný     | TCH  | 9:33,4 NR000 |
| 8     | Marcel Vandewattyne | BEL  | 9:37,0000000 |

25. August

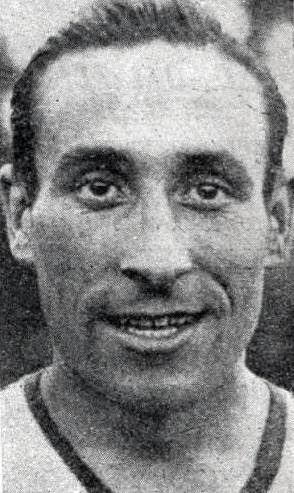

Überraschend besiegte Raphaël Pujazon (Foto rechts) die klar favorisierten Schweden.

### 4 × 100 m Staffel
| Platz | Land             | Athleten                                                      | Zeit (s) |
| ----- | ---------------- | ------------------------------------------------------------- | -------- |
| 1     | Schweden         | Stig Danielsson Inge Nilsson Olle Laessker Stig Håkansson     | 41,5     |
| 2     | Frankreich       | Agathon Lepève Julien Lebas Pierre Gonon René Valmy           | 42,0     |
| 3     | Tschechoslowakei | Mirko Paráček Leopold Láznička Miroslav Řihošek Jiří David    | 42,2     |
| 4     | Niederlande      | Jan Lammers Chris van Osta Jo Zwaan Gabe Scholten             | 42,3     |
| 5     | Großbritannien   | Thomas Jover Bert Liffen Robert Roach Jack Archer             | 42,4     |
| 6     | Belgien          | Herman Kunnen Fernand Bourgaux François Braekman Pol Braekman | 43,5     |

Finale: 25. August

### 4 × 400 m Staffel
| Platz | Land             | Athleten                                                               | Zeit (min) |
| ----- | ---------------- | ---------------------------------------------------------------------- | ---------- |
| 1     | Frankreich       | Bernard Santona Yves Cros Robert Chef d’hôtel Jacques Lunis            | 3:14,4     |
| 2     | Großbritannien   | Ronald Ede Derek Pugh Bernard Elliot Bill Roberts                      | 3:14,5     |
| 3     | Schweden         | Folke Alnevik Stig Lindgård Sven-Erik Nolinge Tore Sten                | 3:15,0     |
| 4     | Dänemark         | Herluf Christensen Knud Greenfort Gunnar Bergsten Niels Holst-Sørensen | 3:15,4     |
| 5     | Schweiz          | Werner Rugel Werner Christen Karl Volkmer Oskar Hardmeier              | 3:20,8     |
| 6     | Tschechoslowakei | Vlastimil Holeček Tomáš Šalé Jiří David Leopold Láznička               | 3:33,6     |

Datum: 25. August

### 10.000 m Gehen

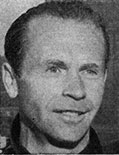
John Mikaelsson wurde der erste Europameister auf der neuen Gehstrecke

| Platz | Athlet                 | Land | Zeit (min) |
| ----- | ---------------------- | ---- | ---------- |
| 1     | John Mikaelsson        | SWE  | 46:05,2 CR |
| 2     | Fritz Schwab           | SUI  | 47:03,6000 |
| 3     | Émile Maggi            | FRA  | 48:10,4000 |
| 4     | Louis Chevalier        | FRA  | 49:37,8000 |
| 5     | Egil Romberg-Anderssen | NOR  | 49:48,0000 |
| DSQ   | Kaare Hammer           | NOR  |            |
| DSQ   | Werner Hardmo          | SWE  |            |
| DSQ   | Václav Balšán          | TCH  |            |

Datum: 25. August

### 50 km Gehen
| Platz | Athlet           | Land | Zeit (h)   |
| ----- | ---------------- | ---- | ---------- |
| 1     | John Ljunggren   | SWE  | 4:38:20 CR |
| 2     | Harry Forbes     | GBR  | 4:42:58000 |
| 3     | Charles Megnin   | GBR  | 4:57:04000 |
| 4     | Oddvar Sponberg  | NOR  | 5:00:27000 |
| 5     | Harry Kristensen | DEN  | 5:03:18000 |
| DNF   | Harry Olsson     | SWE  |            |
| DSQ   | Edgar Bruun      | NOR  |            |
| DSQ   | Josef Doležal    | TCH  |            |

Datum: 23. August

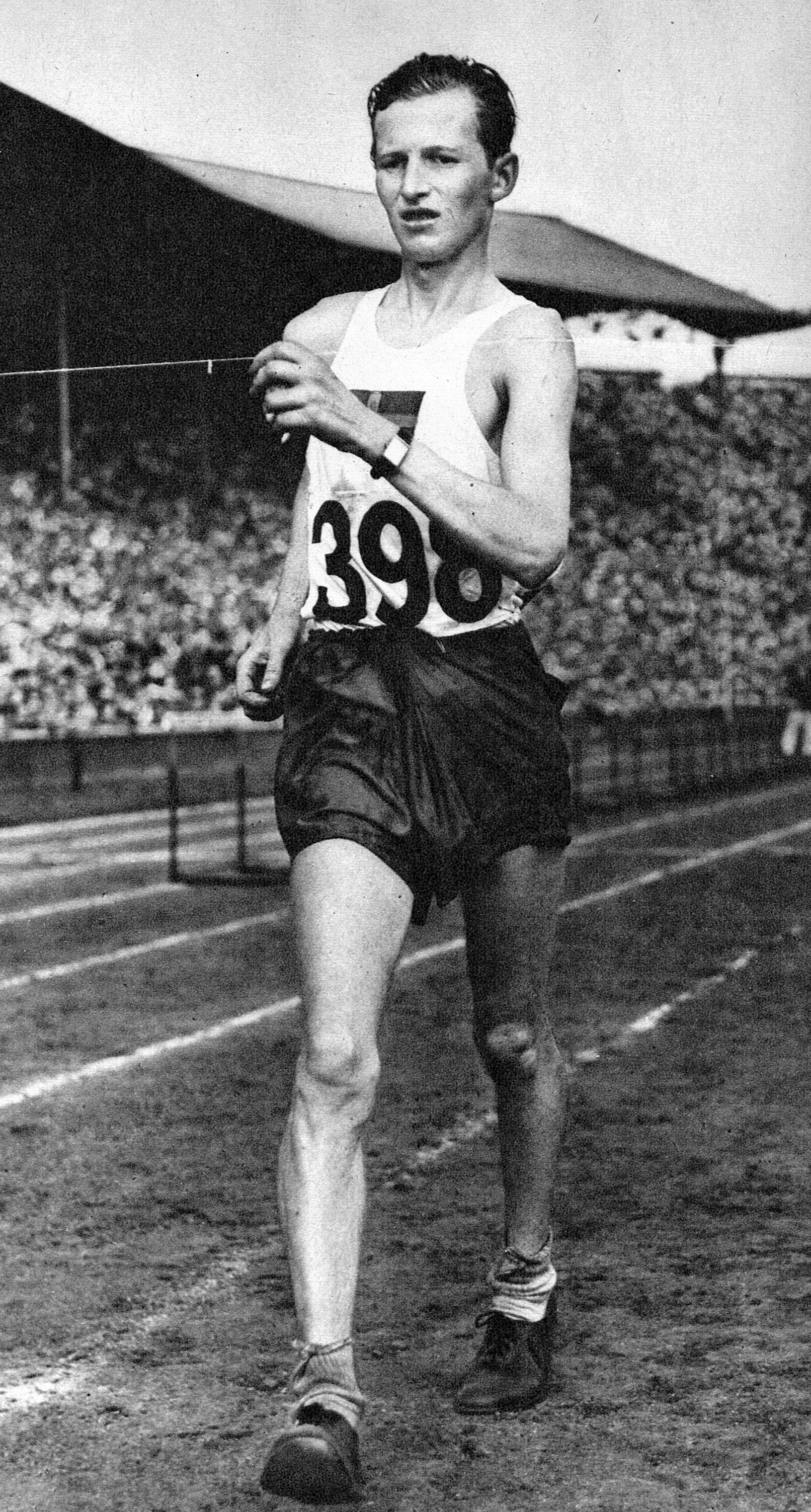

Der schwedische Geher John Ljunggren (Foto rechts) kam hier zu seinem ersten großen Erfolg.

### Hochsprung

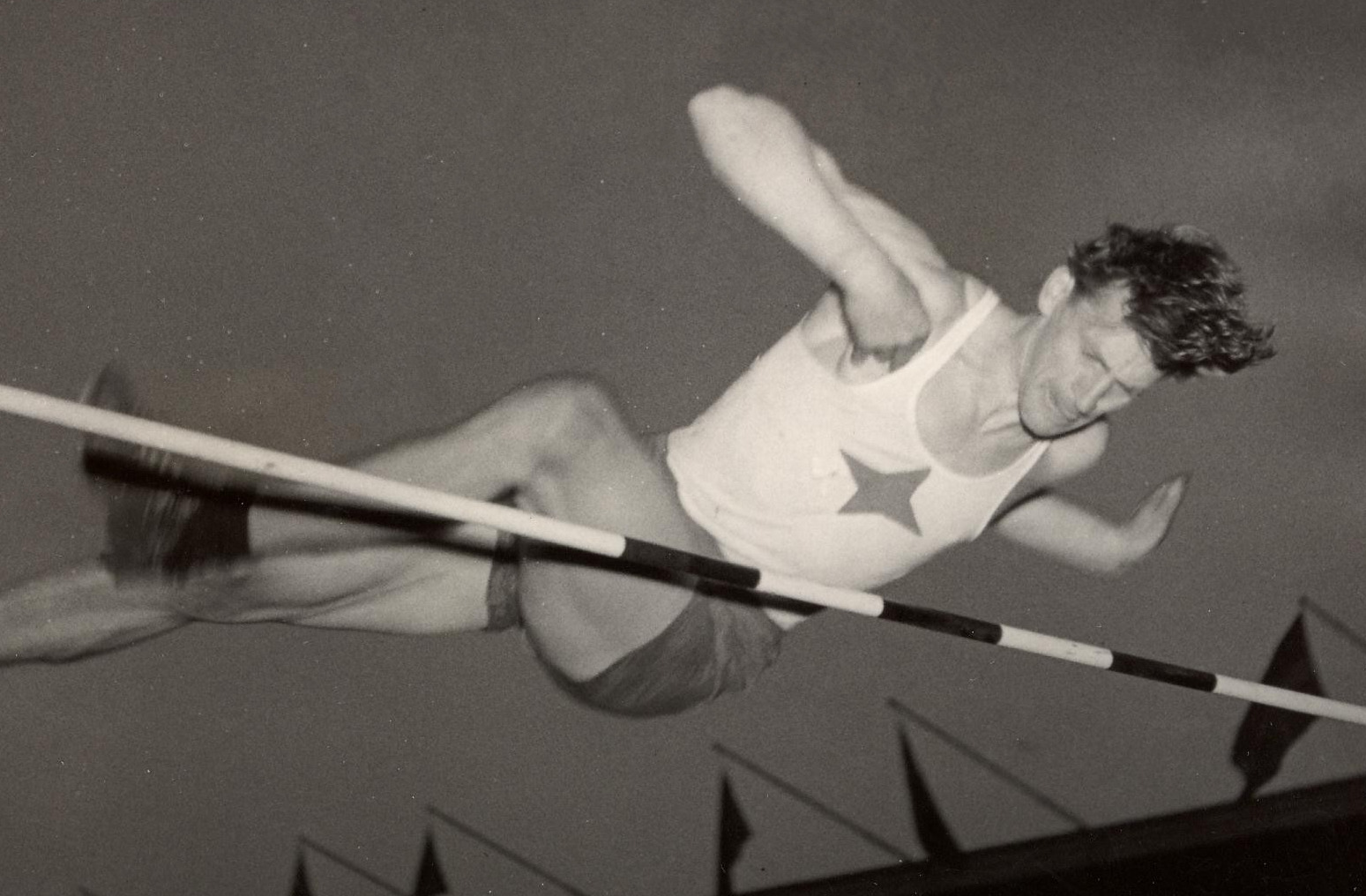
Anton Bolinder blieb im Hochsprung als Sieger knapp unter der 2-Meter-Marke

| Platz | Athlet             | Land | Höhe (m) |
| ----- | ------------------ | ---- | -------- |
| 1     | Anton Bolinder     | SWE  | 1,99     |
| 2     | Alan Paterson      | GBR  | 1,96     |
| 3     | Nils Nicklén       | FIN  | 1,93     |
| 4     | Birger Leirud      | NOR  | 1,93     |
| 5     | Gunnar Lindecrantz | SWE  | 1,93     |
| 6     | Alfredo Campagner  | ITA  | 1,90     |
| 7     | Skúli Guðmundsson  | ISL  | 1,90     |
| 8     | Georges Audouy     | FRA  | 1,90     |

Datum: 23. August

### Stabhochsprung
| Platz | Athlet           | Land | Höhe (m)   |
| ----- | ---------------- | ---- | ---------- |
| 1     | Allan Lindberg   | SWE  | 4,17 CR/NR |
| 2     | Nikolai Osolin   | URS  | 4,10000000 |
| 3     | Jan Bém          | TCH  | 4,10000000 |
| 4     | Erling Kaas      | NOR  | 4,10000000 |
| 5     | Hugo Olsson      | SWE  | 4,00000000 |
| 6     | Georges Breitman | FRA  | 3,90000000 |
| 7     | Miroslav Krejcar | TCH  | 3,90000000 |
| 8     | Helmer Petersen  | DEN  | 3,90000000 |

Datum: 25. August

### Weitsprung

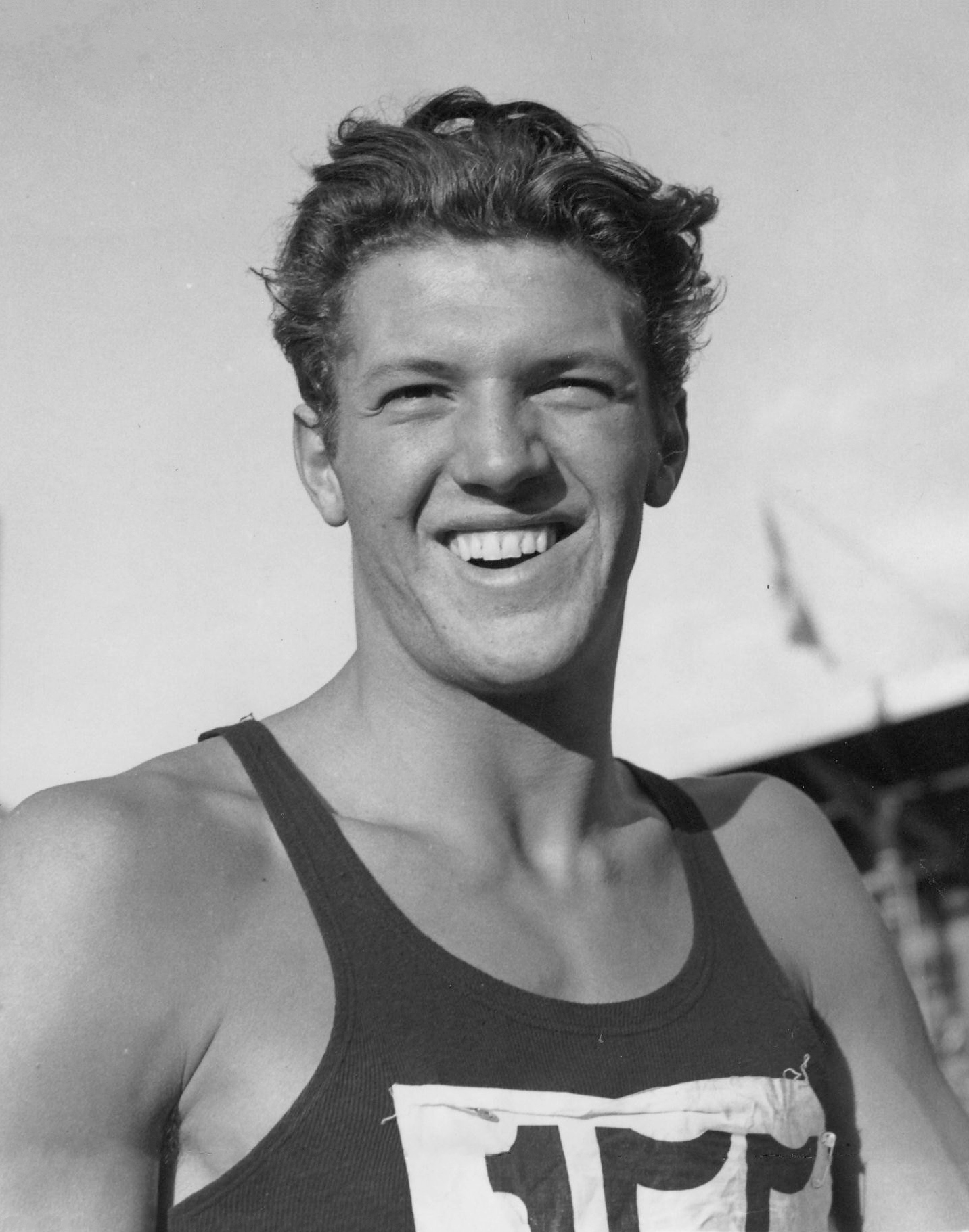
Olle Laessker – Weitsprungsieger mit sehr knappem Vorsprung

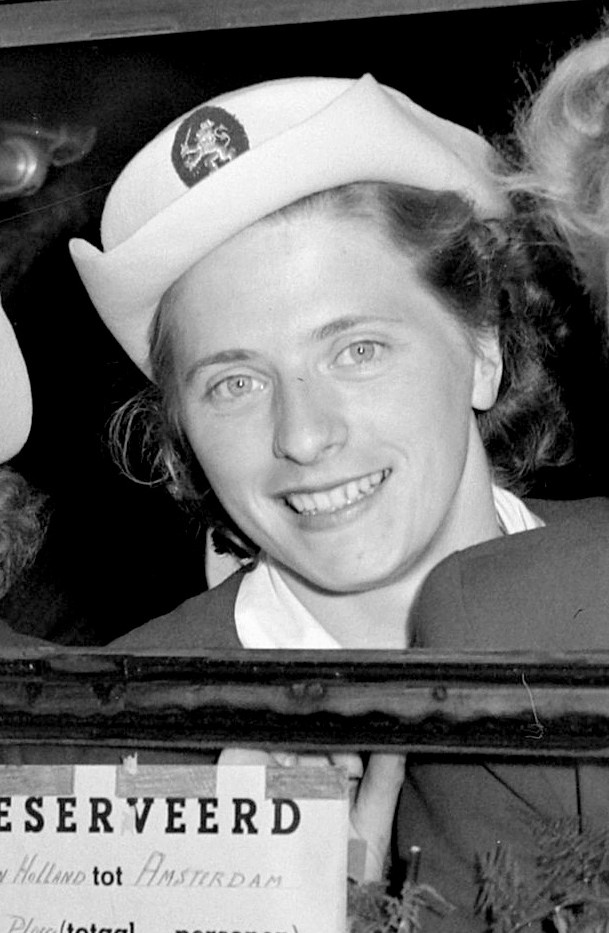
Gerda Koudijs – Siegerin in einem äußerst engen Wettkampf

| Platz | Athlet           | Land | Weite (m) |
| ----- | ---------------- | ---- | --------- |
| 1     | Olle Laessker    | SWE  | 7,42000   |
| 2     | Lucien Graff     | SUI  | 7,40000   |
| 3     | Miroslav Řihošek | TCH  | 7,29 NR   |
| 4     | Egidio Pribetti  | ITA  | 7,28000   |
| 5     | Stig Håkansson   | SWE  | 6,97000   |
| 6     | Denis Watts      | GBR  | 6,95000   |
| 7     | Zdeněk Matys     | TCH  | 6,92000   |
| 8     | Oliver Steinn    | ISL  | 6,82000   |

Finale: 24. August

### Dreisprung
| Platz | Athlet           | Land | Weite (m) |
| ----- | ---------------- | ---- | --------- |
| 1     | Valle Rautio     | FIN  | 15,17000  |
| 2     | Bertil Johnsson  | SWE  | 15,15000  |
| 3     | Arne Åhman       | SWE  | 14,96000  |
| 4     | Eugen Haugland   | NOR  | 14,76000  |
| 5     | Hannes Sonck     | FIN  | 14,70000  |
| 6     | Preben Larsen    | DEN  | 14,65000  |
| 7     | Stefán Sörensson | ISL  | 14,11 NR  |
| 8     | Miroslav Řihošek | TCH  | 13,77000  |

Datum: 22. August

### Kugelstoßen
| Platz | Athlet           | Land | Weite (m) |
| ----- | ---------------- | ---- | --------- |
| 1     | Gunnar Huseby    | ISL  | 15,56     |
| 2     | Dmitri Gorjainow | URS  | 15,25     |
| 3     | Yrjö Lehtilä     | FIN  | 15,23     |
| 4     | Roland Nilsson   | SWE  | 15,16     |
| 5     | Thage Pettersson | SWE  | 14,87     |
| 6     | Sulo Bärlund     | FIN  | 14,75     |
| 7     | Eivind Sværen    | NOR  | 14,34     |
| 8     | Lars Ulgenes     | NOR  | 14,28     |

Finale: 23. August

### Diskuswurf
| Platz | Athlet           | Land | Weite (m) |
| ----- | ---------------- | ---- | --------- |
| 1     | Adolfo Consolini | ITA  | 53,23     |
| 2     | Giuseppe Tosi    | ITA  | 50,39     |
| 3     | Veikko Nyqvist   | FIN  | 48,14     |
| 4     | Nikolaos Syllas  | GRE  | 47,96     |
| 5     | Stein Johnson    | NOR  | 46,77     |
| 6     | Erik Westlin     | SWE  | 45,65     |
| 7     | Bengt Wikner     | SWE  | 44,57     |
| 8     | Raymond Tissot   | FRA  | 44,11     |

Finale: 24. August

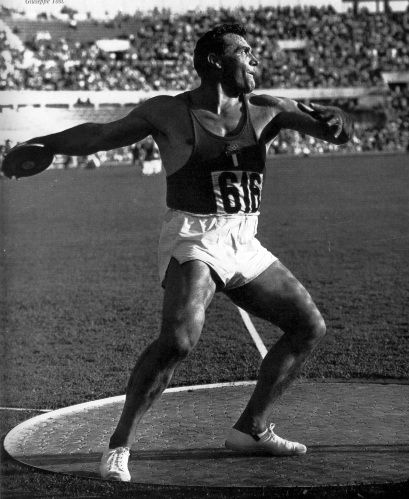
Adolfo Consolini errang seinen ersten von
drei EM-Titeln

In der vor dem Finale am selben Tag erfolgten Qualifikation hatte Europameister Adolfo Consolini mit 53,29 m einen neuen EM-Rekord erzielt.

### Hammerwurf
| Platz | Athlet              | Land | Weite (m) |
| ----- | ------------------- | ---- | --------- |
| 1     | Bo Ericson          | SWE  | 56,44     |
| 2     | Eric Johansson      | SWE  | 53,54     |
| 3     | Duncan Clark        | GBR  | 51,32     |
| 4     | Imre Németh         | HUN  | 50,03     |
| 5     | Hans Houtzager      | NED  | 49,68     |
| 6     | Teseo Taddia        | ITA  | 48,63     |
| 7     | Alexander Schechtel | URS  | 46,24     |
| 8     | Jaroslav Knotek     | TCH  | 46,04     |

Finale: 22. August

### Speerwurf
| Platz | Athlet            | Land | Weite (m) |
| ----- | ----------------- | ---- | --------- |
| 1     | Lennart Atterwall | SWE  | 68,74     |
| 2     | Yrjö Nikkanen     | FIN  | 67,50     |
| 3     | Tapio Rautavaara  | FIN  | 66,40     |
| 4     | Odd Mæhlum        | NOR  | 66,37     |
| 5     | Sven Daleflod     | SWE  | 64,79     |
| 6     | Josef Neumann     | SUI  | 62,48     |
| 7     | Lumír Kiesewetter | TCH  | 59,91     |
| 8     | Nico Lutkeveld    | NED  | 59,50     |

Finale: 25. August

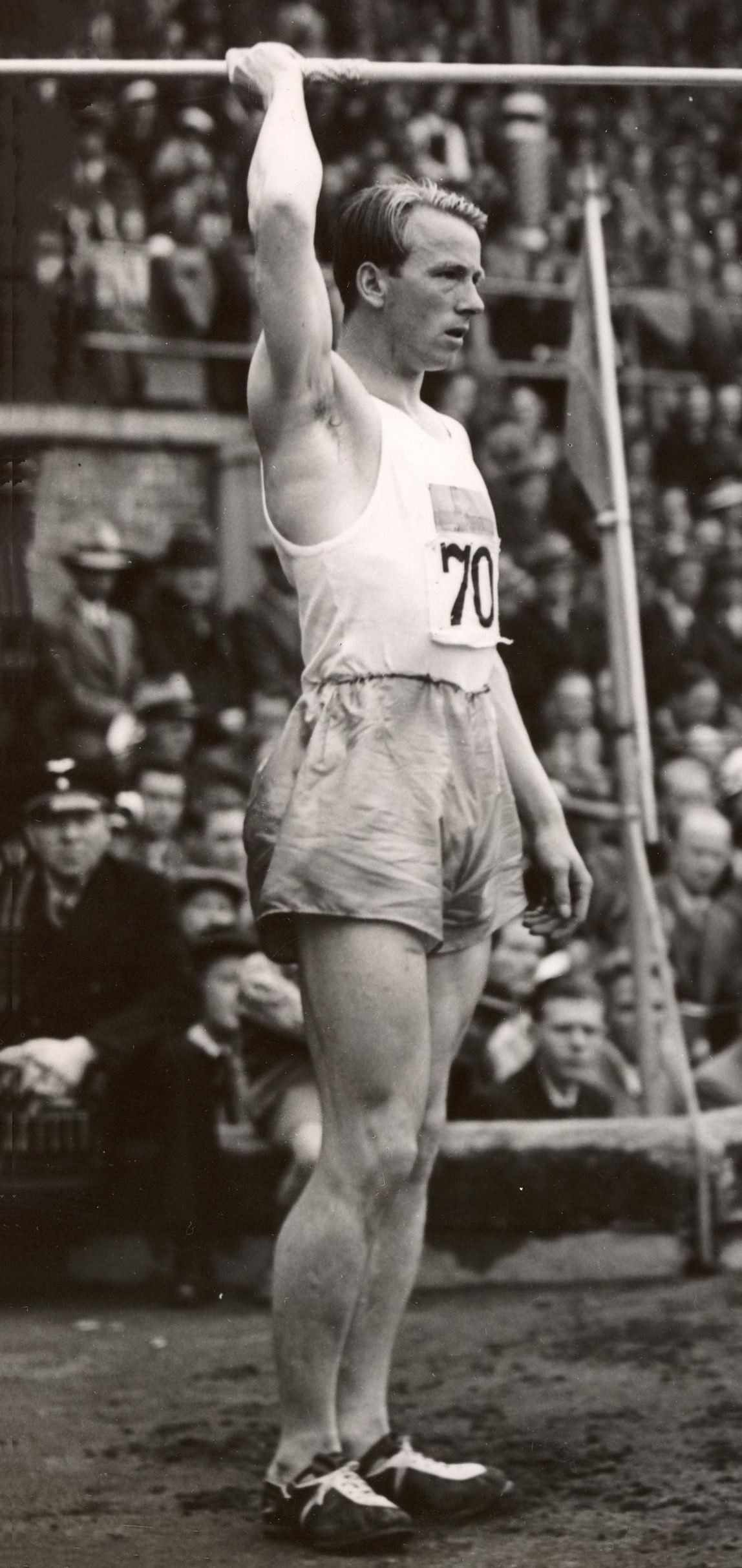

Lennart Atterwall (Foto rechts) wurde Europameister, blieb allerdings mehr als acht Meter unter Matti Järvinens Siegesweite von 1938.

### Zehnkampf
| Platz | Athlet            | Land | P – offiz. Wert. | P – 85er Wert. |
| ----- | ----------------- | ---- | ---------------- | -------------- |
| 1     | Godtfred Holmvang | NOR  | 6987             | 6566           |
| 2     | Sergei Kusnezow   | URS  | 6930             | 6559           |
| 3     | Göran Waxberg     | SWE  | 6661             | 6313           |
| 4     | Armin Scheurer    | SUI  | 6655             | 6263           |
| 5     | Pierre Sprecher   | FRA  | 6496             | 6203           |
| 6     | Oskar Häfliger    | SUI  | 6461             | 6195           |
| 7     | Gunnar Erdal-Aase | NOR  | 6295             | 5995           |
| 8     | István Kiss       | HUN  | 6027             | 5827           |

Datum: 23./24. August
Gewertet wurde nach der Punktetabelle von 1934.
Zur Orientierung und Einordnung der Leistungen sind zum Vergleich die nach heutigem Wertungssystem von 1985 erreichten Punktzahlen mitaufgeführt. An den Platzierungen unter den ersten Achte hätte sich danach nichts geändert, nur auf den Rängen zehn bis zwölf wäre es zu Verschiebungen gekommen.
Aber diese Vergleiche sind nur Anhaltswerte, denn als Grundlage müssen die jeweils unterschiedlichen Maßstäbe der Zeit gelten.

## Ergebnisse Frauen

### 100 m
| Platz | Athletin              | Land | Zeit (s) |
| ----- | --------------------- | ---- | -------- |
| 1     | Jewgenija Setschenowa | URS  | 11,9 CRe |
| 2     | Winifred Jordan       | GBR  | 12,10000 |
| 3     | Claire Brésolles      | FRA  | 12,20000 |
| 4     | Ann-Britt Leyman      | SWE  | 12,20000 |
| 5     | Maureen Gardner       | GBR  | 12,20000 |
| 6     | Gerda Koudijs         | NED  | 12,40000 |

Finale: 22. August

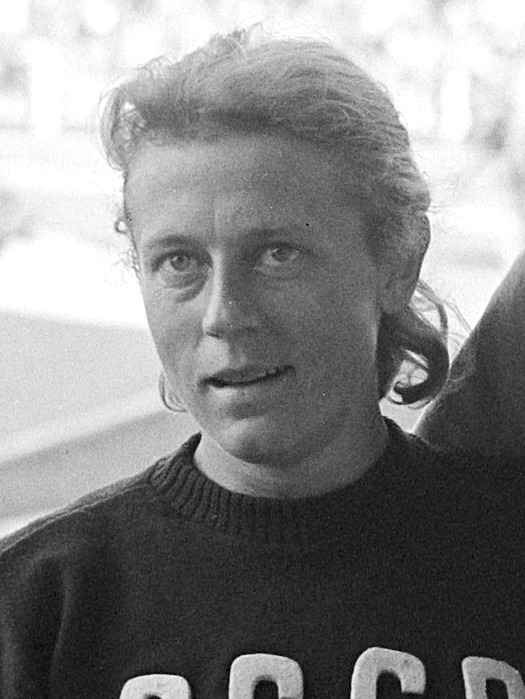

Jewgenija Setschenowa (Foto rechts) – Sie war die Sprintkönigin dieser Europameisterschaften.

### 200 m
| Platz | Athletin              | Land | Zeit (s) |
| ----- | --------------------- | ---- | -------- |
| 1     | Jewgenija Setschenowa | URS  | 25,4     |
| 2     | Winifred Jordan       | GBR  | 25,6     |
| 3     | Léa Caurla            | FRA  | 25,6     |
| 4     | Marit Hemstad         | NOR  | 25,7     |
| 5     | Sylvia Cheeseman      | GBR  | 25,8     |
| 6     | Ann-Britt Leyman      | SWE  | 26,2     |

Finale: 25. August

### 80 m Hürden
| Platz | Athletin            | Land | Zeit (s) |
| ----- | ------------------- | ---- | -------- |
| 1     | Fanny Blankers-Koen | NED  | 11,8     |
| 2     | Elene Gokieli       | URS  | 11,9     |
| 3     | Walentina Fokina    | URS  | 11,9     |
| 4     | Anne Iversen        | DEN  | 12,3     |
| 5     | Anna Linnéa Sövgren | SWE  | 12,4     |
| 6     | Marie Matesová      | TCH  | 12,4     |

Finale: 23. August

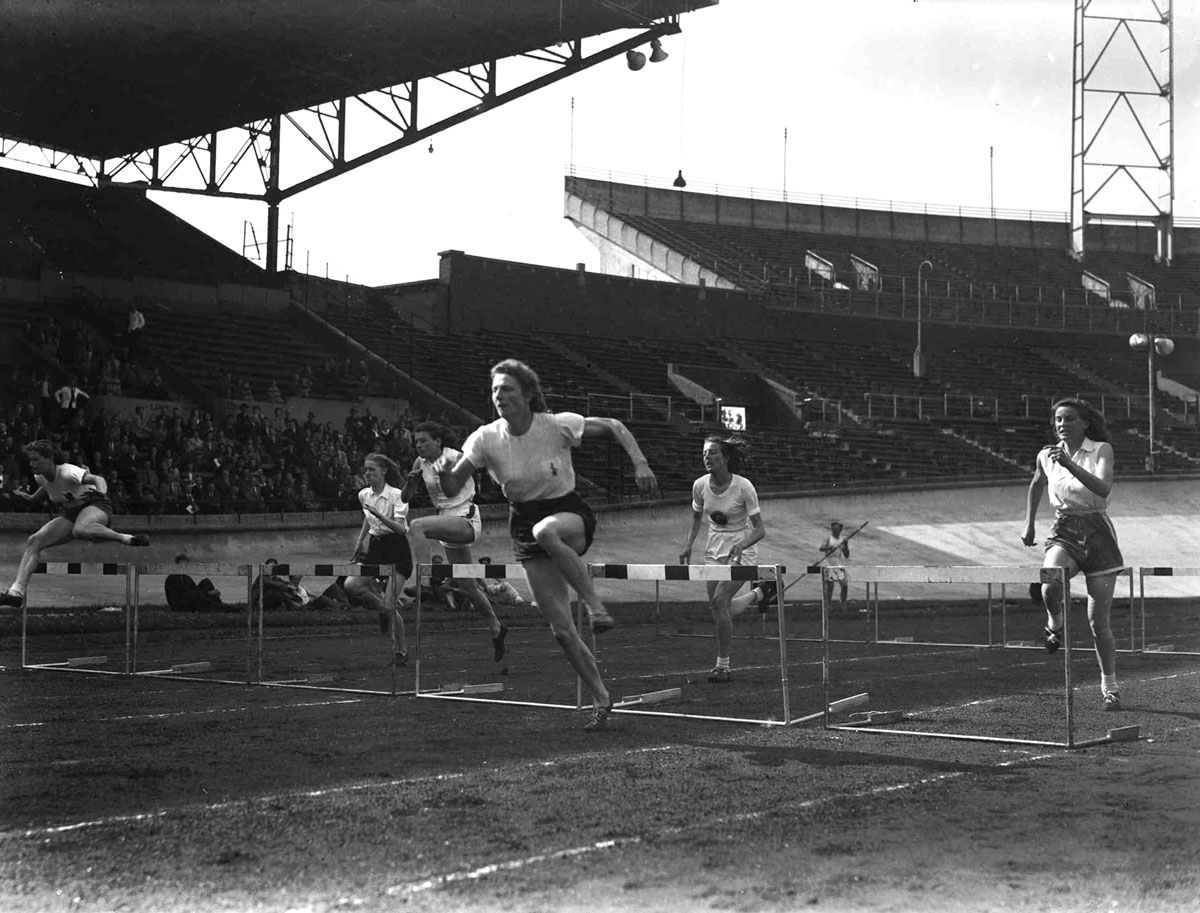

Die oft als fliegende Hausfrau oder fliegende Holländerin bezeichnete Fanny Blankers-Koen, überragende Athletin ihrer Zeit (auf dem Foto als Gewinnerin eines Rennens in Amsterdam im Jahr 1948), siegte im Hürdensprint.

### 4 × 100 m Staffel
| Platz | Land           | Athletinnen                                                                 | Zeit (s) |
| ----- | -------------- | --------------------------------------------------------------------------- | -------- |
| 1     | Niederlande    | Gerda Koudijs Nettie Timmer Martha Adema Fanny Blankers-Koen                | 47,8     |
| 2     | Frankreich     | Léa Caurla Anne-Marie Colchen Claire Brésolles Monique Drilhon              | 48,5     |
| 3     | UdSSR          | Jewgenija Setschenowa Walentina Fokina Elene Gokieli Walentina Wassiljewa   | 48,7     |
| 4     | Großbritannien | Joyce Judd Sylvia Cheeseman Maureen Gardner Winifred Jordan                 | 48,7     |
| 5     | Schweden       | Greta Magnusson Kerstin Josefsson Ulla-Britt Althin Ann-Britt Leyman        | 49,3     |
| 6     | Polen          | Irena Hejducka Stanisława Walasiewicz Mieczysława Moder Jadwiga Słomczewska | 50,6     |

Datum: 25. August

### Hochsprung
| Platz | Athlet               | Land | Höhe (m) |
| ----- | -------------------- | ---- | -------- |
| 1     | Anne-Marie Colchen   | FRA  | 1,60000  |
| 2     | Alexandra Tschudina  | URS  | 1,57000  |
| 3     | Anne Iversen         | DEN  | 1,57 NR  |
| 4     | Fanny Blankers-Koen  | NED  | 1,57000  |
| 5     | Micheline Ostermeyer | FRA  | 1,57000  |
| 6     | Triny Bourkel        | LUX  | 1,57000  |
| 7     | Dora Gardner         | GBR  | 1,54000  |
| 8     | Milly Ludwig         | LUX  | 1,48000  |

Datum: 22. August

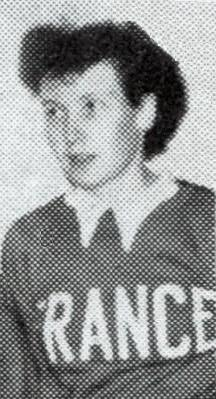

Hochsprungsiegerin Anne-Marie Colchen (auf dem Foto rechts im Jahr 1949) war auch Mitglied der französischen Basketballnationalmannschaft.

### Weitsprung
| Platz | Athlet               | Land | Weite (m) |
| ----- | -------------------- | ---- | --------- |
| 1     | Gerda Koudijs        | NED  | 5,67      |
| 2     | Lidija Gaile         | URS  | 5,66      |
| 3     | Walentina Wassiljewa | URS  | 5,63      |
| 4     | Amelia Piccinini     | ITA  | 5,28      |
| 5     | Anne Iversen         | DEN  | 5,25      |
| 6     | Ulla-Britt Althin    | SWE  | 5,24      |
| 7     | Greta Magnusson      | SWE  | 5,21      |
| 8     | Ilona Fekete         | HUN  | 5,16      |

Finale: 23. August

### Kugelstoßen
| Platz | Athletin             | Land | Weite (m) |
| ----- | -------------------- | ---- | --------- |
| 1     | Tatjana Sewrjukowa   | URS  | 14,16 CR  |
| 2     | Micheline Ostermeyer | FRA  | 12,84000  |
| 3     | Amelia Piccinini     | ITA  | 12,21000  |
| 4     | Jadwiga Wajs         | POL  | 11,65000  |
| 5     | Eivor Olson          | SWE  | 11,43000  |
| 6     | Ans Niesink          | NED  | 11,35000  |
| 7     | Maria Kwaśniewska    | POL  | 11,06000  |
| 8     | Liv Paulsen          | NOR  | 10,37000  |

Datum: 22. August

### Diskuswurf
| Platz | Athletin           | Land | Weite (m) |
| ----- | ------------------ | ---- | --------- |
| 1     | Nina Dumbadse      | URS  | 44,52     |
| 2     | Ans Niesink        | NED  | 40,46     |
| 3     | Jadwiga Wajs       | POL  | 39,37     |
| 4     | Gudrun Eklund      | SWE  | 36,90     |
| 5     | Irena Dobrzańska   | POL  | 36,30     |
| 6     | Tatjana Sewrjukowa | URS  | 34,05     |
| 7     | Helena Stachowicz  | POL  | 31,81     |
| 8     | Kathleen Dyer      | GBR  | 31,34     |

Finale: 23. August

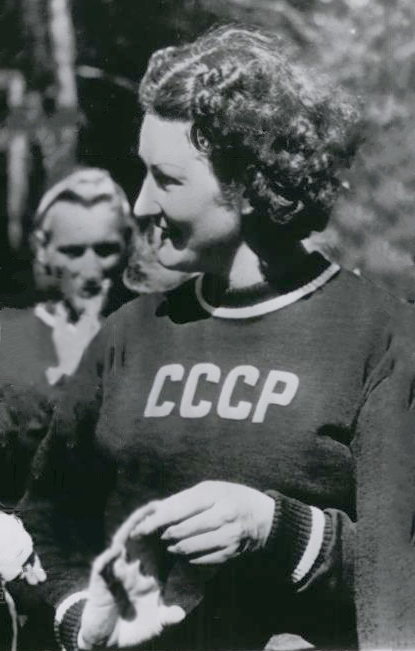

Nina Dumbadse war eine von drei Siegerinnen aus der UdSSR in den drei Stoß- und Wurfdisziplinen. In der Qualifikation hatte sie Gisela Mauermayers Meisterschaftsrekord von 48,31 m egalisiert.

### Speerwurf
| Platz | Athletin             | Land | Weite (m) |
| ----- | -------------------- | ---- | --------- |
| 1     | Klawdija Majutschaja | URS  | 46,25 CR  |
| 2     | Ljudmila Anokina     | URS  | 45,84000  |
| 3     | Johanna Koning       | NED  | 43,24000  |
| 4     | Elly Dammers         | NED  | 41,16000  |
| 5     | Mária Rohonczi       | HUN  | 40,66000  |
| 6     | Maria Kwaśniewska    | POL  | 38,57000  |
| 7     | Regina Marjanen      | FIN  | 36,34000  |
| 8     | Helena Stachowicz    | POL  | 35,52000  |

Finale: 24. August

## Videolinks
- NORWAY: SPORTS: First post-war European Games athletics meeting (1946), Kurzvideo zu den Europameisterschaften 1946, youtube.com (englisch), abgerufen am 24. Juni 2022
- NORWAY: ATHLETICS: Third day of the European Games (1946), Kurzvideo zu den Europameisterschaften 1946, youtube.com (englisch), abgerufen am 24. Juni 2022
- Welt im Film 68/1946, Kurzvideo zu den Europameisterschaften 1946 vom 11. September 1946, Bereich: 1:39,13 min bis 3:06,00 min, filmothek.bundesarchiv.de, abgerufen am 24. Juni 2022